# Becquerel (Lille)
Pour les articles homonymes, voir Becquerel (homonymie).
Le Becquerel, ou la Chaude Rivière, est une petite rivière qui prenait sa source à Fives et se jetait dans la Deûle à Lille. Ce cours d’eau, recouvert en 1894, pénétrait dans la ville sous la porte de Tournai et se jetait dans le canal de la rue de Paris, un des nombreux petits canaux alimentés par la Deûle qui parcouraient la ville jusqu’à la fin du XIXe siècle.
La source de la Chaude Rivière a alimenté la ville en eau potable dès 1285.

## Étymologie
Son nom est d’origine germanique, beke signifiant « ruisseau » en vieux flamand, beek en flamand moderne, il est suivi du double suffixe diminutif roman -er-el.

## Description
Le Becquerel ou Chaude Rivière prend sa source à Fives et se jette dans la Basse-Deûle.
Le Becquerel gelait très rarement d’où sa dénomination de Chaude rivière. 
Ce nom vient de la présence de plusieurs  « sources artificielles » (forées jusqu'à « 13 à 15 m environ ») qui alimentaient une rivière (un canal) qui ne gelait jamais près de ces sources ; il y avait selon Féron (en 1806) 12 à 15 de ces sources, dont plusieurs se sont taries « plusieurs années » avant 1806. Ces tarissements ont été attribués aux effets de l'assèchement des marais qui étaient autrefois alimentés par la Marque non loin de Fives, ce qui a aussi eu pour conséquence de supprimer l'inondation hivernale des carrières de Lezennes dans lesquelles on a alors pu travailler au sec toute l'année (alors qu'il fallait antérieurement attendre avril-mai).
Pour arriver à la nappe qui alimentait la « rivière chaude », il fallait traverser « 10 mètres de marne, un mètre ou deux de chaux carbonatée, un lit de cailloux mêlé de marne, suivi dune couche de marne plus pure, et au-dessous une pierre dure, de couleur grisâtre, veinée et polie dans sa cassure, que les ouvriers nomment la môle ou le toit. Cette pierre, qui n'a à Fives qu'environ 16 cm d'épaisseur, en a plus de 52 cm dans les fortifications de Lille. Cette table, pose sur du sable qui est soutenu par un lit d'argile, sur lequel les eaux circulent. Quoi que ces sources sont très profondes, elles donnent, habituellement, une grande quantité d'eau, elles ont tari il y a cinquante ans (vers 1750) ; une seconde fois, il y a trois ans (1803) , le canal s'est trouvé à sec.. ».Toujours selon Féron (en 1806), « La température de l'eau de la Cbaude-Rivière est toujours au-dessus de la glace ; elle ne gèle que lorsqu'elle approche de la ville, à peu-près à 500 toises de son origine. Elle est limpide et légère ; elle ne contient pas 4 décigrammes de substances étrangères par litre. Huit décigrammes du résidu de d'évaporation ont fourni  5 grammes de carbonate de chaux, 1 de muriate de soude, 0,750 de muriate de chaux, 0,345 de sulfate de chaux, 0,260 de muriate de magnésie, 0, 250 de silice, 0, 120 de nitrate de potasse et des quantités inappréciables de fer et magnésie. Cette eau peut être employée, avec avantage, à tous les usages de l'économie domestique ; exposée et battue à l'air, une portion d'acide carbonique se dégage et laisse précipiter une partie du carbonate de chaux qu'elle tient en dissolution, ce qui la rend encore plus légère ; l'ébullition opère promptement cet effet: elle dissout fort bien le savon; aussi blanchisseurs y emploient-ils avec succès ; ils disent qu'elle économise le bleu. On peut en faire une utile application aux Arts. »
La légende explicative d'un tableau du musée de Lille, de Louis Joseph Watteau, intitulé « Tableau du Bombardement de Lille en 1792 » évoque (en légende no 24) l'« inondation de la lunette de Fives formée par la Chaude-Rivière », montrant que ce secteur pouvait être inondé pour des besoins de défense, comme d'autres parties de Lille ou de sa périphérie.

## Histoire

### Le Becquerel à Fives
Cette petite rivière prenait sa source  d’un étang près de l'ancien prieuré de Fives, le Platsch de Fives alimenté par réservoir naturel dans les couches calcaires de Lezennes.
Les multiples ruisseaux au départ du Platsch parcouraient des prairies dans une  zone marécageuse sillonnée de petits sentiers comportant des dos d’ânes, les dondaines en patois ce qui pourrait être l'étymologie des Dondaines, terrain vague après son assèchement, longtemps occupé par un bidonville, actuellement parc des Dondaines.
Ce terrain marécageux faisait partie des zones inondables pouvant protéger la ville en cas de siège.
C’est actuellement le secteur Euralille I Chaude Rivière qui comprend plusieurs immeubles en construction en 2019.
Les bras se regroupaient un seul  cours d’eau près des remparts de Lille.
Les chanoines de la collégiale Saint-Pierre de Lille ont attribué en 1104 aux bénédictins de Saint-Nicaise de Reims un bâtiment près du Platsch.
En 1285, l’échevinage de Lille achète au Sire de Marbaix et du Breucq  l’étang du Platsch pour alimenter  la ville en eau potable. Les eaux captées sont amenées en ville par des conduites en plomb les buisses pénétrant en ville  à proximité de l'actuelle gare de Lille-Flandres conduisant à 8 fontaines réparties dans différents quartiers.
- la Fontaine au Change située à l'emplacement de l'actuelle Vieille Bourse
- la Fontaine de l'Abbiette qui aurait été située à l'angle des rues Faidherbe et du Priez 
- la Fontaine de la Sotteresque au coin de la rue des Arts et du marché aux Entes disparu lors du percement de la rue Faidherbe.
- la Fontaine des poissonniers à l'entrée de la rue Grande-Chaussée.
- la Fontaine de la Brasserie des frères mineurs à l'emplacement de l'ancien lycée Faidherbe.
- la Fontaine des morts derrière l'ancienne église Saint-Étienne de Lille à l'angle de la rue Lepelletier et de la rue du Curé-Saint-Étienne.
- la Fontaine des frères mineurs au niveau de la rue des Jardins.
- la Fontaine des Sueurs à l'extrémité de la rue de la Clef.
La place et la rue des Buisses près de la gare conservent le souvenir de cette précoce adduction d'eau. La longueur totale du réseau de conduites était de l’ordre de 1 800 mètres.
Lors du siège de Lille, Louis XIV s’est installé dans une ferme à proximité et s’est régalé de canards chassés dans les étangs des Dondaines .

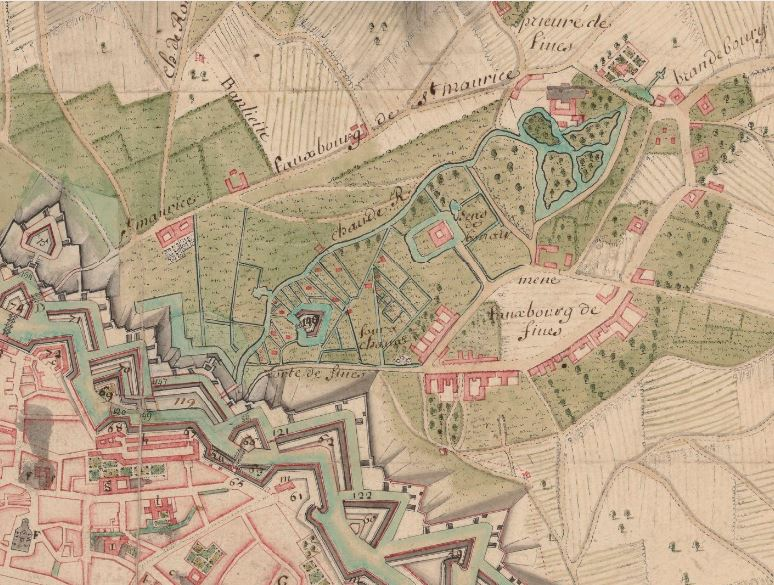
La chaude rivière sur plan de 1717
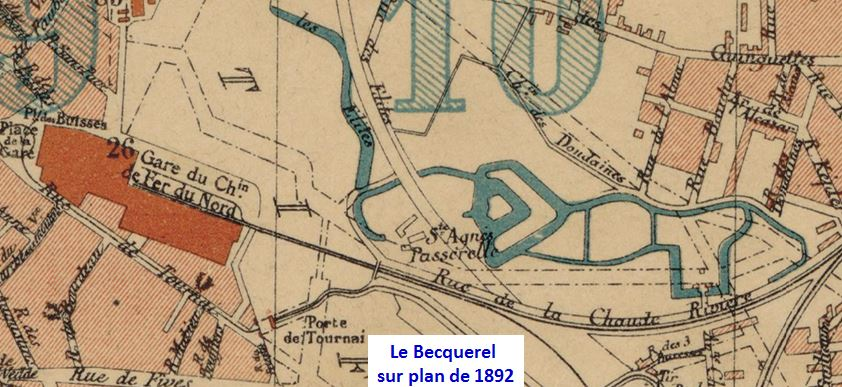
Le Becquerel sur plan de 1892 peu avant sa couverture

### Les canaux du Haut-Becquerel  et du Bas-Becquerel dans la ville
Le Becquerel entrait à Lille sous la lunette de la porte de Fives puis passait sous cette porte (autre ancienne dénomination de la porte de Tournai) à l'emplacement de l'actuelle Cité administrative et prenait  à l’intérieur de la ville le nom  de canal du Haut-Becquerel.
Ce canal de 460 mètres passait sous la rue de Tournai (rue de l’Abbiette avant 1789), longeait, entre les rues de Tournai et de Fives (actuellement rue Gustave-Delory), l'arrière des habitations et les jardins de l'hôtel de Santes (disparu), demeure du gouverneur, traversait la rue du Bourdeau (actuellement rue Charles Saint-Venant) et arrivait à une vanne rue du Vieux Marché aux Moutons (emplacement de l’actuelle rue du Molinel) .
Au-delà de cette vanne, le canal prenait la dénomination de canal du Bas-Becquerel. Ce canal d’une longueur de 390 mètres dans la continuité du précédent traversait  en souterrain la rue Saint-Genois, la rue de Paris (au no 65 en 2017), recevait  le canal de la Riviérette, passait sous la rue du Sec Arembault et se jetait dans le canal de la rue de Paris (à l’emplacement des actuels magasins de la FNAC). 
Des fouilles archéologiques effectuées en 2002-2003 permettent de dater la canalisation du Bas-Becquerel au début du XIIe siècle (vers 1120) . 
Ces canaux non navigables recevant les ordures malgré les interdictions étaient très insalubres et dégageaient des odeurs pestilentielles. Leur débit étant très faible, ils étaient fréquemment envasés . 
La longueur du Becquerel de sa source au canal de la rue de Paris était d’environ 2 km dont 850 mètres dans la ville de Lille.
Ces deux canaux furent recouverts en 1894.

### Le canal des Sœurs-Noires et le canal des Vieux-Hommes
À la suite du Ve agrandissement en 1617 qui intègre les faubourgs de Courtrai et des Reignaux, l'ancien fossé du mur d'enceinte entre les portes de Courtrai et des Reignaux est intégré à la ville et devient le canal des Sœurs Noires qui passe sous le pont de la rue Saint-Jacques et débouche sur l'abreuvoir Saint-Jacques (espace à l'arrière des maisons de la rue des Tours comprenant la maison natale d'Édouard Lalo.
Le canal des Vieux Hommes, ainsi nommé car passant derrière la Maison des Vieux Hommes est créé entre le fossé de la courtine de la porte Saint-Maurice et le canal des Sœurs Noires, il sert à évacuer le trop-plein d'eau du Becquerel vers la Basse-Deûle via le canal des Sœurs Noires quand son niveau est trop élevé. Il était également alimenté par un très court ruisseau visible sur le plan Deventer qui prenait sa source à l'emplacement de l'actuel parc Matisse.

Création du canal des Vieux Hommes
1604
1708

1 Fossé du mur d'enceinte (futur canal des Sœurs Noires).
2 Porte de Courtrai.
3 Porte des Reignaux.
4 Canaux Saint-Clément et de la Quenette.
5 Canaux des Boucheries et des ponts de Comines.
7, 8 Fossé du château de Courtrai (futur canal du Pont de Flandres).
- 1708

1 Canal des Sœurs Noires
4 id.
5 id.
6 Canal des Vieux Hommes
7 Abreuvoir Saint-Jacques.
8 Canal du Pont de Flandres.
9 Porte Saint-Maurice et fossé du rempart.

a Église Saint-Maurice.
b Emplacement du château de Courtrai.
c Motte castrale.

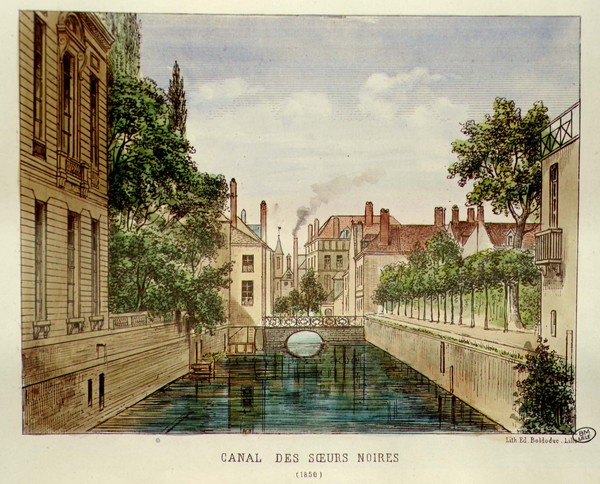
Le canal des Sœurs Noires vu de la rue Saint-Jacques

Ce canal qui passait au nord des fortifications de Lille à sa création fut intégré pour sa partie aval au réseau des canaux  intérieurs lors de l'agrandissement de la ville en 1617 soit successivement, le fossé des fortifications créées à cette date jusqu'à une soixantaine de mètres au nord de la porte de Roubaix, emplacement situé actuellement à l'angle de la rue Militaire et du boulevard Carnot, puis Canal des Vieux Hommes dans une direction est-ouest derrière les jardins de la Maison des Vieux Hommes, en souterrain sous la rue des Canonniers sous la cour de l'Hôtel d'Hailly d'Aigremont et la rue des jardins, enfin canal des Sœurs-Noires qui  coulait dans une direction sud-nord entre la rue des jardins et la rue des Arts passait à l'arrière de l'ancien lycée Faidherbe, longeait l'Hôtel d'Avelin et se déversait dans la Basse-Deûle à l'emplacement de l'actuelle place Louise-de-Bettignies. 

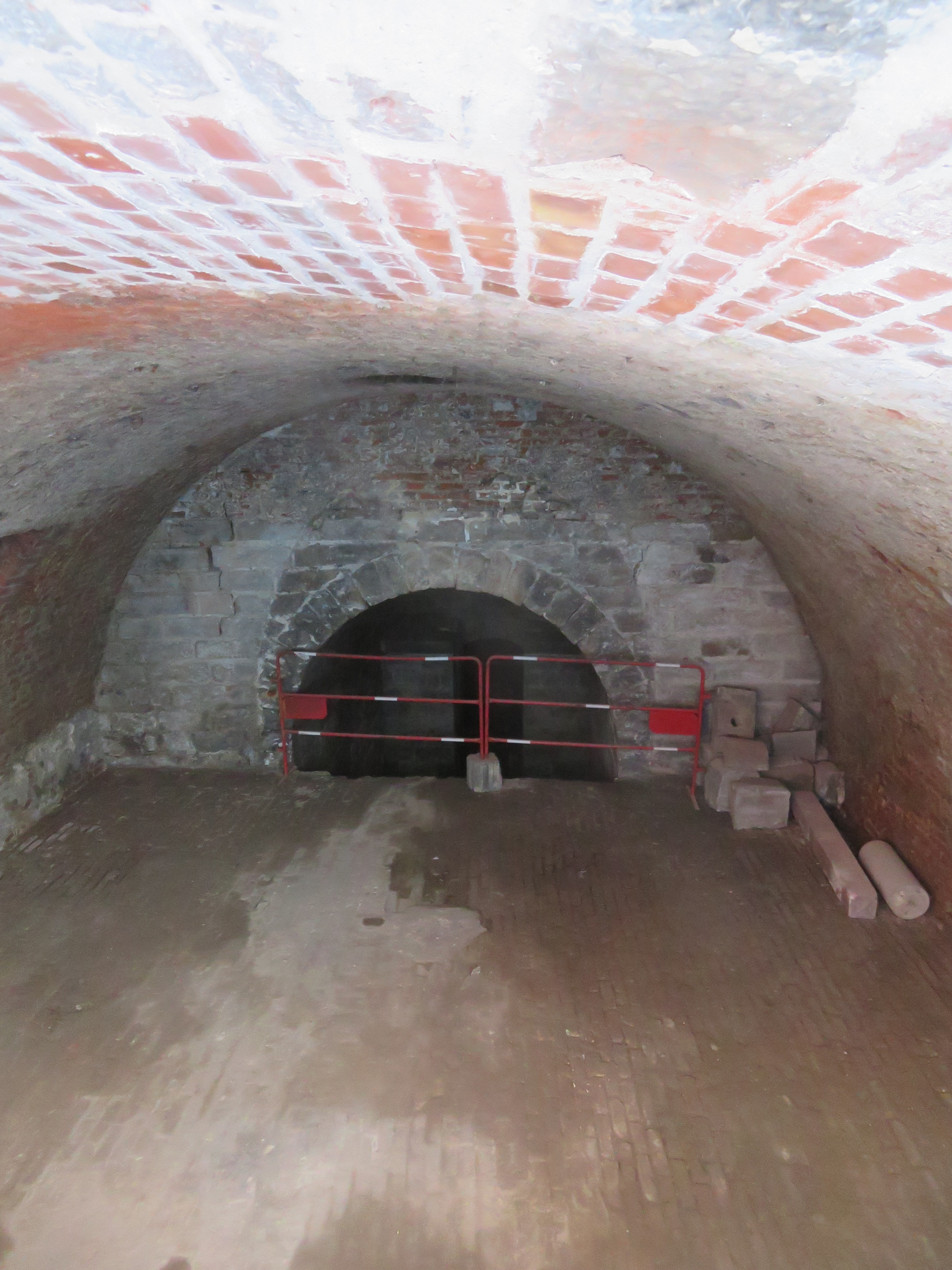
Voûte du canal des Vieux hommes rue Militaire

Ces canaux qui furent recouverts en 1864 devaient leur nom à la proximité, pour le  premier d'un l'établissement destiné à un hospice réservé à des bourgeois âgés de plus de 55 ans, pour le second à celle d'une communauté religieuse.

#### Couverture et comblement
Le canal des Vieux-Hommes est progressivement couvert entre 1858 et 1864.

#### Vestiges
Aujourd'hui, subsiste encore dans la courtine de la porte Saint-Maurice, côté ville, une voûte de l'ancien passage souterrain du canal des Vieux-Hommes sous la courtine.

### Le canal du Moulin du château et le canal du pont de Flandre
Au-delà de l'abreuvoir Saint-Jacques, le canal se divisait en deux, le canal du Pont-de-Flandre remplaçant le fossé de l'enceinte de l'ancien château de Courtrai et le canal souterrain du Moulin du château qui était le prolongement d'une ancienne enceinte antérieure à la construction du château de Courtrai. Ce canal passait sous la rue des Tours et alimentait le  moulin du château à l'emplacement de l'actuelle place Louise de Bettignies à l'entrée du port de la Basse Deûle. 
Ce moulin qui existait en 1291 est acquis par la ville en 1855. Il est détruit par un incendie en 1856 et remplacé en 1857 par la halle du marché Saint-Martin de 45 mètres de long sur 30 de large. Ce bâtiment est détruit dans les années 1930 laissant la vue libre sur l'avenue du peuple belge, bassin de la Basse Deûle comblé à la même époque.